# Zdzisław
Zdzisław ⓘ ist ein polnischer Vorname slawischer Herkunft, der sich aus den beiden Wörtern „zdeti“ (um zu tun, Bau, verursachen) und „sława“ (Ruhm) zusammensetzt.  Die Namenstage von Zdzisław sind der 29. Januar und der 28. November.

## Varianten
- tschechisch: Zdislav
- kroatisch: Zdeslav
- altrussisch: Sdeslaw

## Bekannte Namensträger
- Zdzisław Beksiński, war ein polnischer Maler, Bildhauer und Grafiker
- Zdzisław Hoffmann, ein ehemaliger polnischer Leichtathlet
- Zdzisław Goliński, war Bischof von Częstochowa
- Zdzisław Jachimecki, war ein polnischer Musikwissenschaftler und -pädagoge
- Zdzisław Kapka, ein ehemaliger polnischer Fußballspieler, Fußballmanager und Politiker
- Zdzisław Kostrzewa, war ein polnischer Fußballspieler
- Zdzisław Krzyszkowiak, war ein polnischer Leichtathlet
- Zdzisław Kwaśny, ein ehemaliger polnischer Leichtathlet
- Zdzisław Lubomirski, war ein polnischer Aristokrat aus dem Adelsgeschlecht der Lubomirskis, Großgrundbesitzer und Politiker
- Zdzisław Maklakiewicz, war ein polnischer Film- und Theaterschauspieler
- Zdzisław Tranda (1925–2025), ein polnischer evangelisch-reformierter Theologe und Bischof